# Maria Isabel Trillas Gay
Maria Isabel Trillas Gay (Barcelona, 7 de juliol de 1952) és una biòloga catalana especialitzada en el control biològic de malalties dels cultius. És codescobridora del fong Trichoderma asperellum soca T34 i comparteix la patent del mètode per al seu ús com a plaguicida biològic.
Llicenciada en biologia per la Universitat de Barcelona en 1979, posteriorment va cursar un màster en Ciències a la Universitat Estatal d'Ohio en 1985. En 1990 va obtenir el doctorat en Biologia per la Universitat de Barcelona, i des de 1995 n'és professora titular.
Està especialitzada en fisiologia vegetal i fitopatologia, i les seves recerques han estat enfocades cap al control biològic de les malalties en els cultius. En 2001 conjuntament amb l'estudiant de doctorat al seu càrrec, Lurdes Cotxarrera, descobreixen els substrats que contenen la soca T34 de Trichoderma asperellum per al control biològic de Fusarium i Rhizoctonia.L, i l'any següent n'obtenen la patent.
Arran del descobriment es va constituir una empresa derivada (spin-off) de la Universitat de Barcelona, Biocontrol Technologies S.L., de la qual Trillas és cofundadora i sòcia. El principal objectiu d'aquesta empresa biotecnològica era continuar amb la recerca i el desenvolupament de la soca T34 per poder produir-ne un plaguicida biològic. Trillas continua com a professora titular de la secció departamental de Fisiologia Vegetal del Departament de Biologia Evolutiva, Ecologia i Ciències Ambientals de la Universitat de Barcelona i és membre del consell d'administració i assessora científica de Biocontrol Technologies, S.L.
Finalista del premi EU Prize for Women Innovators 2017 en reconeixement del seu treball en el descobriment i desenvolupament d'un biogunficida basat en l'organisme natural Trichoderma asperellum soca T34 (T34 de Biocontrol).